# باو جاسول
باو جاسول (بالإسبانية: Pau Gasol Sáez) مواليد 6 يوليو 1980، هو لاعب كرة سلة إسباني سابق، كان يلعب مع فريق شيكاغو بولز في الرابطة الوطنية لكرة السلة. يبلغ طوله 7 قدم 0 بوصة (2.1 م).

## فرق لعب لها
- برشلونة
- ميمفيس غريزليس
- لوس أنجلوس ليكرز
- شيكاغو بولز
- سان انطونيو سبيرز

## الميداليات
| الميدالية | المسابقة                                    |
| --------- | ------------------------------------------- |
| فضية      | كرة السلة في الألعاب الأولمبية الصيفية 2008 |
| فضية      | الألعاب الأولمبية الصيفية 2012              |
| برونزية   | بطولة أمم أوروبا لكرة السلة 2001            |
| فضية      | بطولة أمم أوروبا لكرة السلة 2003            |
| فضية      | بطولة أمم أوروبا لكرة السلة 2007            |
| ذهبية     | بطولة أمم أوروبا لكرة السلة 2009            |
| ذهبية     | بطولة أمم أوروبا لكرة السلة 2011            |
| ذهبية     | بطولة أمم أوروبا لكرة السلة 2015            |

## روابط خارجية
- باو جاسول على موقع IMDb (الإنجليزية)
- باو جاسول على موقع الموسوعة البريطانية (الإنجليزية)
- باو جاسول على موقع ألو سيني (الفرنسية)
- باو جاسول على موقع إن إن دي بي (الإنجليزية)
- باو جاسول على موقع قاعدة بيانات الفيلم (الإنجليزية)
- باو جاسول على موقع الاتحاد الدولي لكرة السلة (الإنجليزية)
- باو جاسول على موقع إن بي أي (الإنجليزية)
- باو جاسول على موقع سبورتس رفرنس (الإنجليزية)
- باو جاسول على موقع الدوري الإسباني لكرة السلة (الإسبانية)
- باو جاسول على موقع كرة السلة الأوروبية.كوم (الإنجليزية)
- باو جاسول على موقع إي إس بي إن.كوم (الإنجليزية)
- باو جاسول على موقع ريلجم (الإنجليزية)
- باو جاسول على موقع بروبوليرز (الإنجليزية)
- باو جاسول على موقع سبورتس رفرنس (الإنجليزية)
- باو جاسول على موقع اللجنة الأولمبية الدولية (الإنجليزية)